# 야하타촌 (히로시마현 미쓰기군)
야하타촌(八幡村)은 히로시마현 미쓰기군에 있던 촌이다. 현재의 미하라시 야하타정에 해당한다.